# Groothertogin Charlottebrug
De Groothertogin Charlottebrug, ook bekend als de "Rode Brug", is een 4.900 ton wegende stalen kokerbrug die op een hoogte van 74 meter de vallei van de Alzette en de wijk Pfaffenthal in Luxemburg overspant. De brug vormt de verbinding tussen het Kirchberg-plateau en de wijk Limpertsberg.
Ze werd gebouwd in 1965 naar plannen van de architect Egon Jux en is op 24 oktober 1966 officieel geopend.
De brug had jarenlang een bedenkelijke reputatie als zelfmoordlocatie. Slechts na het draaien en vertonen van de documentaire film Le pont rouge waarin bewoners van de onder de brug gelegen woningen hun macabare ervaringen met de brug uit de doeken deden, werd besloten de brug te voorzien van een borstwering in plexiglas die verdere zelfmoordpogingen onmogelijk moest maken.

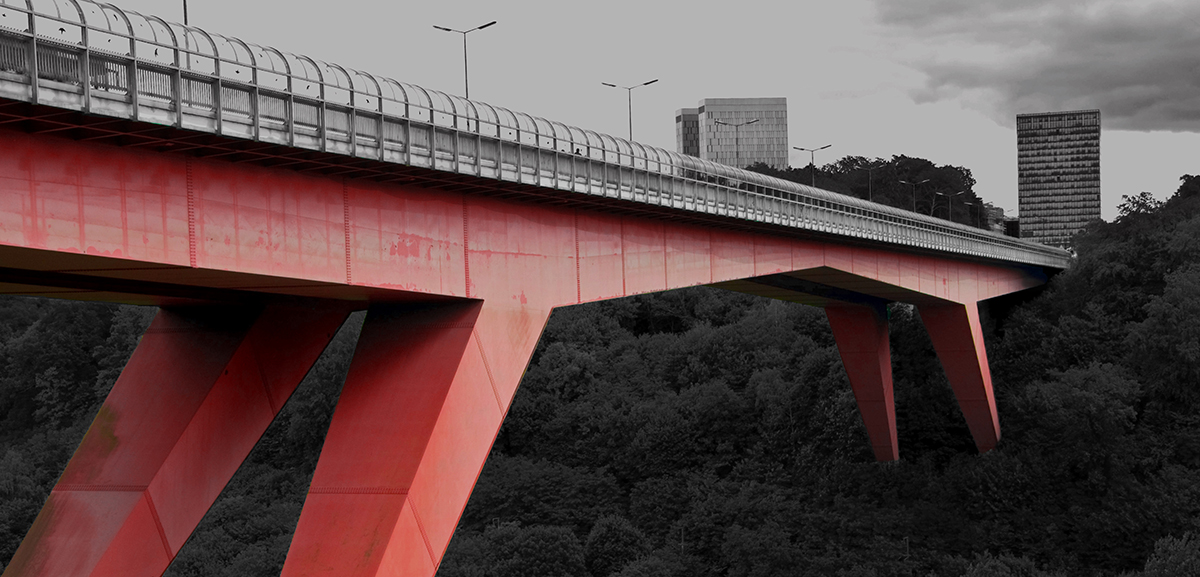
Anders gezien. De plexiglas borstwering ter voorkoming van zelfmoorden is duidelijk zichtbaar.